# Nile City
Nile City est un complexe immobilier construit au Caire en Égypte de 2002 à 2007. 
Il comprend deux tours jumelles les Nile City Tower qui abritent des bureaux et qui font partie des cinq plus hauts gratte-ciel d'Egypte, et un hôtel The Fairmont Cairo, soit;
- Nile City South Tower, 142 m, 34 étages, achevé en 2003
- Nile City North Tower, 142 m, 34 étages, achevé en 2002
- The Fairmont Cairo, 100 m, 25 étages, achevé en 2007
L'architecte de l'ensemble est l'agence belge Atelier d'Art urbain qui s'appelle aujourd'hui Vizzion Architects